# ラムダ計算騎士団

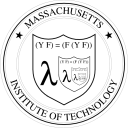
「ラムダ計算騎士団」の紋章。LISPの理論的基礎であるラムダ計算を称えている。Yは不動点コンビネータを意味し、紋章の中に同じ紋章が再帰的に現れる（ドロステ効果）のは再帰を意味している。

ラムダ計算騎士団（ラムダけいさんきしだん、英語: Knights of the Lambda Calculus）は、LISPとSchemeのエキスパートによるハッカー集団である。名前は、LISPと密接な関係にあるラムダ計算と、テンプル騎士団にちなんだものである。
実際にはこのような名前の組織はなく、ハッカー文化のジョークとして存在しているだけである。この概念はマサチューセッツ工科大学(MIT)で生まれたものである可能性が高い。例えば、『計算機プログラムの構造と解釈』のビデオ講義では、ジェラルド・ジェイ・サスマンが聴衆にボタンを見せて、「これでこの特別なグループの団員になった」と語っている。しかし、ジャーゴンファイルによると、「ある有名なLISPer」が騎士団の記章が入ったボタンを配っていたことが知られており、そのため、騎士団員であると主張する人が多い。

## 大衆文化において
この組織から発展した、もしくは類似したグループとして、アニメシリーズ『serial experiments lain』に「東方算法騎士団」(Knights of Eastern Calculus)という組織が登場する。その第9話（Layer:09）では、MITの教授をはじめとするアメリカの計算機科学者への言及が目立つ。ある場面では、登場人物が持っているデバイスにLISPのようなソースコードを表示しているのが見られる。